# آيدينلر (بدليس)
آيدينلر (بالكردية: Kazoxa‏) (بالتركية: Aydınlar)‏ هي بلدة كردية تابعة لمديرية عادلجواز في محافظة بدليس في تركيا. بلغ عدد سكانها 2٫053 نسمة في عام 2021.